# Ectatomma permagnum
Ectatomma permagnum es una especie de hormiga del género Ectatomma, familia Formicidae. Fue descrita científicamente por Forel en 1908.
Se distribuye por Argentina, Bolivia, Brasil, Ecuador y Paraguay. Se ha encontrado a elevaciones de hasta 1600 metros. Habita en bosques húmedos.